# Akercocke
Az Akercocke (kiejtése nagyjából: "ekörkok") egy brit extrém-metal együttes.

## Története
1997-ben alakultak meg Londonban. "Blackened", illetve progresszív death metalt játszanak. Lemezeiket a Goat of Mendes, Peaceville Records, Earache Records kiadók jelentetik meg. Legelső nagylemezük 1999-ben került a boltok polcaira. Nem sokkal később átiratkoztak a Peaceville-hez, és 2001-ben második stúdióalbumukat is piacra dobták. A lemez negyedik helyezést ért el a brit Terrorizer magazin "az év albuma" listáján. 2003-ban újabb nagylemezt jelentetett meg az Akercocke. Az "anyag" első helyezést ért el a Terrorizer listáján. Az album elkészítése után Paul Scanlan gitáros kilépett a zenekarból, helyére Matt Wilcock gitáros került (aki 2010-ben szintén elhagyta az együttes sorait). 2005-ben és 2007-ben is piacra dobtak stúdióalbumokat. Az ötödik nagylemezük reklámozása érdekében koncertezni indultak, de botrányba keveredtek, ugyanis Észak-Írországban nem engedték játszani a zenekart, miután elterjedt róluk, hogy sátánista zenét játszanak. A zenekar a BBC beszélgetős műsorában kijelentette, hogy nem képviselik a sátánista ideológiát. Egy kis szünet után 2012-ben feloszlottak. 2016-ban azonban újból összeálltak, és új stúdióalbum rögzítésébe kezdtek. A lemez végül 2017-ben került a boltok polcaira.

## Tagok
Jelenlegi tagok
- Jason Mendonca - ének, gitár (1997-2012, 2016-)

- David Gray - dobok (1997-2012, 2016-)

- Paul Scanlan - gitár (1997-2003, 2016-)

- Nathanael Underwood - basszusgitár (2016-)

## Diszkográfia
Stúdióalbumok
- Rape of the Bastard Nazarene (1999)
- The Goat of Mendes (2001)
- Choronzon (2003)
- Words That Go Unspoken, Deeds that Go Undone (2006)
- Antichrist (2007)
- Renaissance in Extremis (2017)